# Labulla
Labulla es un género de arañas araneomorfas de la familia Linyphiidae. Se encuentra en Eurasia. 

## Lista de especies
Según The World Spider Catalog 12.0:
- Labulla flahaulti Simon, 1914
- Labulla machadoi Hormiga & Scharff, 2005
- Labulla nepula Tikader, 1970
- Labulla thoracica (Wider, 1834)